# Observatorio de Púlkovo
El Observatorio Astronómico de Púlkovo (en ruso, Пу́лковская Астрономи́ческая обсервато́рия) es el principal observatorio astronómico de la Academia de Ciencias de Rusia, y se encuentra a 19 kilómetros al sur de San Petersburgo, sobre las colinas de Púlkovo (a 75 m s. n. m.). Forma parte, con el código 540-008 , del lugar Patrimonio de la Humanidad llamado «Centro histórico de San Petersburgo y conjuntos monumentales anexos».
El observatorio se inauguró el 7 de agosto de 1839. En un principio, fue una creación del astrónomo ruso-germano Friedrich Georg Wilhelm von Struve, quien se convirtió en su primer director (sucedido en 1861 por su hijo, Otto Wilhelm von Struve). El arquitecto fue Aleksandr Brullov. El observatorio fue equipado progresivamente con instrumentos de primera fila, incluyendo un telescopio refractor de 76 cm de diámetro, el mayor del mundo cuando fue instalado.
La principal línea de trabajo del observatorio consistió en determinar las coordenadas de estrellas y constantes astronómicas, como precesiones, nutaciones, aberraciones y refracciones, y también descubrir y medir estrellas dobles. Las actividades del observatorio también se han relacionado con el estudio geográfico del territorio de Rusia y el desarrollo de la navegación. Los catálogos de estrellas, conteniendo las posiciones más precisas de 374, y luego 558 estrellas, se hicieron para los años 1845, 1865, 1885, 1905 y 1930.
Para el 50.º aniversario del observatorio, se construyó un laboratorio astrofísico con un taller mecánico y se instaló el refractor más grande del mundo de 76 centímetros. La investigación astrofísica experimentó un gran auge con el nombramiento de Feodor Bredejin como director del observatorio en 1890 y la transferencia de Aristarj Belopolski desde el Observatorio de Moscú, un experto en espectroscopia astronómica e investigación solar. En 1923, instalaron un gran espectrógrafo de Littrow y en 1940 un telescopio solar horizontal, fabricado en un taller de Leningrado. 
Después de haber recibido un astrógrafo en 1894, el observatorio comenzó su trabajo de astrofotografía. En 1927, el observatorio recibió un astrógrafo de zona y con su ayuda los astrónomos rusos catalogaron las estrellas de las zonas celestes próximas al polo. La observación regular de los movimientos de los polos celestes comenzaron con la construcción del telescopio cenital en 1904. En 1920, el observatorio comenzó a transmitir el tiempo exacto por señales de radio. 
El observatorio participó en el trabajo geodésico básico, principalmente midiendo grados del arco del meridiano desde el Danubio hasta el océano Ártico (hasta 1851), y en triangulación de Spitsbergen en 1899-1901. Los hidrógrafos y geodésicos militares solían trabajar en el observatorio como internos. El meridiano de Púlkovo, que pasa por el centro del edificio principal del observatorio y está ubicado a 30° 19,6' al este de Greenwich, era el punto de partida de todos los anteriores mapas geográficos de Rusia.
Para observar las estrellas meridionales que no podían verse en la latitud del observatorio, los científicos organizaron dos centros afiliados. Uno de ellos era una estación astrofísica en Simeíz, ciudad de Crimea, que había sido organizado sobre la premisa de un observatorio privado presentado al observatorio de Púlkovo por un amante de la astronomía, N. S. Maltsov en 1908. El otro afiliado del observatorio de Púlkovo fue una estación astrométrica en Nikoláiev, un observatorio anterior del departamento de Marina (hoy, observatorio astronómico de Nikoláiev).

## Historia posterior
La plantilla del observatorio se vio muy afectada por la Gran Purga y muchos astrónomos de Púlkovo, incluyendo al director, Borís Guerasimóvich, fueron arrestados y ejecutados a finales de los años treinta.
Durante el sitio de Leningrado (1941-1944), el observatorio se convirtió en objetivo de fieros ataques aéreos alemanes y bombardeos de artillería. Todos los edificios quedaron completamente destruidos. En condiciones dramáticas, los instrumentos fueron salvados y almacenados sanos y salvos en Leningrado, incluyendo el mayor telescopio del mundo, así como una parte significativa de la única biblioteca con escritos e importantes obras desde el siglo XV al XIX. El 5 de febrero de 1997, casi 1500 de los 3852 libros fueron destruidos por un incendio intencionado y el resto de los artículos de la biblioteca resultaron dañados por las llamas, el humo o el agua.
Incluso antes del final de la guerra, el gobierno soviético tomó la decisión de restaurar el observatorio. En 1946, comenzaron la reconstrucción después de haber limpiado el terreno. En mayo de 1954, el observatorio fue reabierto, y no solo había sido restaurado sino también ampliado considerablemente en lo que se refiere a instrumentos, empleados y temas de investigación. Se crearon nuevos departamentos, como el Departamento de Radioastronomía y el Departamento de Elaboración de Instrumentos (con su propio taller óptico y mecánico). Los instrumentos antiguos supervivientes fueron reparados, modernizados y utilizados de nuevo. También instalaron nuevos instrumentos, como un refractor de 65 cm, dispositivo meridiano horizontal, un telescopio polar fotográfico, un gran telescopio cenital, interferómetro estelar, dos telescopios solares, coronógrafo, un gran radiotelescopio y todo tipo de instrumental de laboratorio. La estación Simeíz se convirtió en parte del nuevo Observatorio astrofísico de Crimea de la Academia Soviética de las Ciencias en 1945. También se construyó la Estación Astronómica de la Montaña Kislovodsk y un laboratorio en Blagovéshchensk. El observatorio organizó muchas expediciones para determinar diferencias de longitud, observar tránsitos de Venus y eclipses solares, estudiando el astroclima. En 1962, el observatorio envió una expedición a Chile para observar las estrellas de los cielos meridionales.